# 加斯托尼亞
加斯托尼亞（英語：Gastonia）是美國的一座城市。位於北卡羅萊納州加斯頓縣。加斯托尼亞是夏洛特都會區中第二大的衛星城。據2010年人口普查，加斯托尼亞有人口71,741人 。

## 外部連結
维基共享资源上的相關多媒體資源：加斯托尼亞
- 官方网站